# Metamułowiec
Metamułowiec – skała metamorficzna powstała podczas procesu metamorfizmu kontaktowego zachodzącego wśród skał osadowych. Skała reprezentowana przez słabo przeobrażone mułowce lub łupki mułowe, z zachowanymi śladami pierwotnych struktur charakterystycznych dla skał osadowych.